# Баже
Баже (порт. Bagé) — муніципалітет в Бразилії, входить до складу штату Ріу-Гранді-ду-Сул. Є складовою частиною мезорегіону Південний захід штату Ріу-Гранді-ду-Сул. Входить до економічно-статистичного мікрорегіону Кампанья-Мерідіунал. Населення становить 112 678 чоловік (станом на 2007 рік). Займає площу 4 095,526 км².
В місті є аеропорт Команданте Густаву Кремер.